# 岡田誠一 (鉄道研究家)
岡田 誠一（おかだ せいいち、1964年11月 - 2013年8月28日）は、日本の鉄道研究家、鉄道写真家である。
元横浜市交通局勤務。鉄道友の会元会員。

## 略歴
1964年（昭和39年）11月神奈川県川崎市出身。
高等学校卒業後に横浜市交通局に入局。横浜市営地下鉄で駅務員や乗務員を務めた後、交通局本局の勤務に移動し、広報担当係長となった。その後、文筆業に専念することになり横浜市交通局を退局する。
退局後は鉄道研究家として本格的に活動を開始し、鉄道趣味誌への記事の寄稿や、自著の執筆・発行を積極的に行うようになった。主な活動範囲は日本の鉄道史、特に鉄道車両の発達の歴史を中心に活動し、文献や資料の収集や整理も得意分野としていた。研究の対象はほとんどが客車と気動車で、収集した文献や資料の数は鉄道研究家では多い方に属する。
鉄道友の会東京支部では客車気動車研究会の代表を務めた実績もある。また、同会の代表の一人として運営や後進の育成に積極的であった。
2013年（平成15年）8月28日16時39分（日本時間）、急逝。死没地や死因は明らかにされておらず、葬儀も家族葬で行われた。

## 主な著書
- RM LIBRARY（ネコ・パブリッシング刊）
  - キハ41000とその一族（上・下） - 1999年 ISBN 4-87366-183-8 / ISBN 4-87366-186-2
  - 国鉄レールバス その生涯 - 2000年 ISBN 4-87366-194-3
  - キハ07ものがたり（上・下） - 2002年 ISBN 4-87366-277-X / ISBN 4-87366-278-8
  - 国鉄暖房車のすべて - 2003年 ISBN 4-87366-334-2
  - キハ08とその一族 - 2006年 ISBN 4-7770-5166-8
  - 横浜市電（上）戦災までの歴史とその車輌 - 2009年 ISBN 978-4-7770-5258-5 ※澤内一晃との共著
  - 横浜市電（下）戦後の歴史とその車輌 - 2009年 ISBN 978-4-7770-5259-2 ※澤内一晃との共著
- NEKO MOOK（ネコ・パブリッシング刊）
  - 国鉄車輌誕生秘話 - 2014年 ISBN 978-4-7770-1602-0 ※星晃との共著
- JTBキャンブックス（JTBパブリッシング刊）
  - 幻の国鉄車両 - 2007年 ISBN 978-4-5330-6906-2 ※石井幸孝らとの共著
  - 国鉄鋼製客車 I・II - 2008年/2009年 ISBN 978-4-5330-7318-2 / ISBN 978-4-5330-7526-1
  - 国鉄準急列車物語 - 2012年 ISBN 978-4-5330-8851-3

その他、鉄道ピクトリアル、鉄道ファン、レイルマガジンなどの雑誌への寄稿多数。